# Йолай (син на Антипатър)
Йолай (на гръцки: Ίόλας, Ίόλλας) е вероятният убиец на Александър Велики.
Той е най-малкият син на Антипатър, който е регент на Македония и враг на царицата-майка Олимпиада. Брат е на Касандър, цар на Македония и Никея.
През последните години на азиатския поход Йолай става паж на Александър Велики. 
В края на май 323 г. пр. Хр. на празненството на Медий Лариски във Вавилон е сложил отрова във виното на Александър, който малко след това се разболява и умира след по-малко от 2 седмици. 
През 322 или 321 г. пр. Хр. Йолай завежда сестра си Никея в Мала Азия, за да се омъжи за регента на царството Пердика, който решава да се ожени за принцеса Клеопатра и отблъсква Никея. 